# Mercedes-AMG F1 W13 E Performance
El Mercedes-AMG F1 W13 E Performance fue un monoplaza de Fórmula 1 diseñado por Mercedes para disputar la temporada 2022. Fue manejado por Lewis Hamilton y George Russell, quien hizo su debut en la escudería tras estar tres años con Williams Racing.
El chasis fue presentado oficialmente el 18 de febrero de 2022, y probado por primera vez durante un filming-day en el circuito de Silverstone.

## Resultados
(Clave) (negrita indica pole position) (cursiva indica vuelta rápida)

| Año     | Motor               | Neu. | N.º | Pilotos        | 1   | 2   | 3   | 4   | 5   | 6   | 7   | 8   | 9   | 10  | 11  | 12  | 13  | 14  | 15  | 16  | 17  | 18  | 19  | 20  | 21  | 22  | Puntos | Pos. |
| ------- | ------------------- | ---- | --- | -------------- | --- | --- | --- | --- | --- | --- | --- | --- | --- | --- | --- | --- | --- | --- | --- | --- | --- | --- | --- | --- | --- | --- | ------ | ---- |
| 2022    | AMG F1 M13 V6 Turbo | P    |     |                | BHR | ARA | AUS | EMI | MIA | ESP | MON | AZE | CAN | GBR | AUT | FRA | HUN | BEL | NED | ITA | SIN | JPN | USA | MEX | SÃO | ABU | 515    | 3.º  |
| 2022    | AMG F1 M13 V6 Turbo | P    | 44  | Lewis Hamilton | 3   | 10  | 4   | 13  | 6   | 5   | 8   | 4   | 3   | 3   | 38  | 2   | 2   | Ret | 4   | 5   | 9   | 5   | 2   | 2   | 23  | 18† | 515    | 3.º  |
| 2022    | AMG F1 M13 V6 Turbo | P    | 63  | George Russell | 4   | 5   | 3   | 4   | 5   | 3   | 5   | 3   | 4   | Ret | 4   | 3   | 3   | 4   | 2   | 3   | 14  | 8   | 5   | 4   | 1   | 5   | 515    | 3.º  |
| Fuente: |                     |      |     |                |     |     |     |     |     |     |     |     |     |     |     |     |     |     |     |     |     |     |     |     |     |     |        |      |